# Molí de Sant Gregori
El Molí de Sant Gregori és un monument del municipi de Sant Gregori (Gironès) declarat bé cultural d'interès nacional.

## Descripció
És una construcció aïllada formada per la unió de diferents volums, construïts en diferents èpoques. Les parets portants són de maçoneria, arrebossades en algunes parts, amb carreus emmarcant les cantonades i les obertures; les cobertes són de teula àrab. El cos central, la part més antiga, és una torre de defensa de planta quadrangular desenvolupada en planta baixa i tres plantes superiors, amb coberta a dues vessants, per sota d'aquesta torre passa l'aigua del Canal Rec Gran provinent de la Resclosa situada sota el mas Verdaguer. El volum de la dreta és un edifici rectangular, desenvolupat en planta baixa i pis i coberta a dues vessants. A l'esquerra de la torre hi ha un cos rectangular de planta baixa i golfes i coberta a una vessant, posterior a la resta.

## Història
A la llinda d'una finestra de la planta baixa de la torre hi ha la inscripció: "ABRIL - 24 - 1708" gravada en pedra. A la llinda de la porta del volum de la dreta i també gravada a la pedra, hi ha la inscripció:
| « | MOLA ERAS PASSATGER LA TARNA SON TAS I OBRA Y SI ESTAS NO SON BONAS A BUYDAR TINDRA QUE FER 1724 GOVERNANT DON JOSEP DE MARIMON MARQUES DE SARDANYOLA | » |

Enmig de les quatre primeres ratlles hi ha gravada a la pedra una gran mola de molí, el text fa referència a la roda de molí.
L'edifici havia estat un molí fariner que s'alimentava amb l'aigua del canal provinent de la Resclosa que hi ha sota el Mas Verdaguer. Aquesta resclosa, construïda a principis del segle xviii agafa l'aigua del Llémena i encara avui serveix per regar les terres.